# Ramiro Ledesma Ramos
Ramiro Ledesma Ramos (Alfaraz de Sayago, 23 maggio 1905 – Madrid, 29 ottobre 1936) è stato un saggista, filosofo e politico spagnolo, importante esponente del fascismo spagnolo, fondatore della rivista La Conquista del Estado. 
Fondatore delle Giunte di Offensiva Nazional-Sindacalista e successivamente teorico della Falange Spagnola, fu fortemente influenzato dalle idee del suo maestro José Ortega y Gasset, primo studioso della società di massa. Fu fucilato dai repubblicani.

## Biografia

### Gioventù
Il padre, maestro elementare, senza molte risorse ma padrone di una grande cultura, gli impartì un'educazione molto severa i cui valori fondanti erano l'attenzione all'onore e lo spirito di sacrificio per cause nobili, fino a una morte onorevole.
Sin da bambino mostrò uno spiccato amore per la lettura: nel 1919, a 14 anni, invia articoli di cronaca al quotidiano del capoluogo provinciale.
A 16 anni vince un posto di lavoro alle Poste di Madrid e lì si trasferisce alloggiando in camere d'affitto.
Ma non è interessato al lavoro di ufficio, studia e, nel tempo libero, si dedica alla scrittura di alcune novelle e di un romanzo che può essere ritenuto parzialmente autobiografico. In particolare approfondisce, con l'aiuto di Ernesto Giménez Caballero e di César Arconada (segretario della Gaceta Literaria, Gazzetta Letteraria, e cugino di Ramiro) la filosofia francese e, soprattutto, quella tedesca, diventando talmente padrone della lingua da leggere e tradurre intere opere pubblicandole in Spagna.
Si interessò a Nietzsche, Bergson, Kierkegaard, Hegel, Heidegger, Fichte, ecc. e, nei suoi scritti, appare chiaramente la sua adesione al mito del superuomo, libero da ogni obbligo, impegnato a sospingere l'umanità elevandosi fino allo zenit: un uomo padrone di sé che decide della propria vita e della propria morte.
Mano a mano che la sua cultura si amplia, procede al rifiuto del positivismo e del razionalismo contemporanei, ma anche del tradizionalismo spagnolo.
Nel 1926 comincia gli studi universitari, iscrivendosi sia alla facoltà di Lettere e filosofia, laureandosi nel 1930, che a quella di Scienze Esatte, che non riuscirà a terminare per via della discesa in politica. A soli vent'anni diverrà una celebrità all'Università di Madrid, considerato una promessa intellettuale ed ammirato da tutti, comincerà a collaborare con La Gaceta Literaria e la prestigiosa Revista de Occidente (Rivista dell'Occidente).
Scopre i movimenti d'avanguardia artistica e culturale e, come nel caso del fascismo italiano (in cui futuristi si associano con i sindacalisti rivoluzionari e gli arditi per spazzare via il vecchio mondo decadente), si getterà nell'agone politico con centinaia di altri intellettuali.

### La militanza politica
Fortemente influenzato dalle idee del suo maestro Ortega y Gasset circa la necessità di una permanente separazione tra l'élite intellettuale e la massa, circa il rifiuto della società attuale teorizza la necessità di un ritorno al passato, sulla via del nazionalismo castigliano. Entrambi inoltre concordano nell'affermare che la lotta di classe è uno dei primi nemici dello sviluppo e dell'affermazione della nazione, per raggiungere i quali invece è necessario al contrario dare luogo alla collaborazione di classe.
Ramiro Ledesma Ramos diventa l'elaboratore del sindacalismo nazionale, fornendo gran parte dell'apporto ideologico e dottrinale al fascismo spagnolo e consegnando al movimento anche le parole d'ordine, i simboli ed i rituali. Divenne il massimo esponente spagnolo della Rivoluzione conservatrice, nella quale si ricomprendono tutti quei giovani intellettuali che, al termine della Grande Guerra, assursero in tutta Europa (in particolare in Italia, Germania e Francia) cercando di coniugare il nazionalismo con la necessità di una rivoluzione sociale, fungendo da precursori di fascismo e nazionalsocialismo.
Nella primavera del 1931 Ledesma abbandona quindi l'impegno scientifico e la promettente carriera universitaria per scendere in politica: con un compatto gruppo di giovani fonda la rivista La Conquista del Estado, sia in ottica rivoluzionaria che di avversione al marxismo imperversante. Il programma del movimento si compone di 17 punti, presentando chiari e diversi riferimenti agli scritti di Mussolini e viene diffuso a Madrid e a Barcellona tramite la distribuzione di volantini. Anche il titolo del giornale “La conquista del estado” riprende l'italiano La conquista dello Stato, giornale fascista diffuso a Firenze da cui Ledesma trae ispirazione.
Proclama la priorità degli interessi della comunità nazionale nei confronti dell'individualismo, l'irredentismo spagnolo, la gerarchizzazione della società in nome della supremazia degli intellettuali e la sindacalizzazione dell'economia.
Ledesma centra tutto sulla propaganda, annunciando con volantini ed altoparlanti l'uscita dei diversi numeri de La Conquista de l'Estado. Il volantinaggio era un fenomeno completamente inedito e rivoluzionario per l'epoca. Il suo stesso aspetto fisico si adeguerà ugualmente all'immagine rivoluzionaria che vuole dare di sé, anche l'aspetto diventa importante: tra l'altro, per farsi notare, egli comincia a girare per Madrid con una rumorosissima motocicletta appositamente ritoccata.
Ledesma è l'inventore dei simboli, degli slogan, dei miti e dei riti del fascismo spagnolo che verranno poi ripresi da Franco: è il primo a comprendere l'importanza fondamentale della propaganda e della formazione di miti nella acquisizione e nel mantenimento del consenso delle masse.
Allo stesso modo dei sindacalisti rivoluzionari italiani, crede in una rivoluzione condotta da una ristretta élite altamente preparata che guidi le masse alla rivoluzione.
(Ramiro Ledesma Ramos)
Per rinvigorire il progetto trasforma il movimento in vero e proprio gruppo politico le Juntas de Ofensiva Nacional-Sindicalista (JONS), che si unirono a JCAH di Onésimo Redondo Ortega, fondatore di Libertad, con cui condivideva le aspirazioni imperiali e la totalitarizzazione dello Stato sulle basi di una rivoluzione della società in ottica di creare uno Stato del Lavoro, nelle medesime intenzioni di Benito Mussolini in Italia, mediante l'introduzione del corporativismo, della socializzazione delle imprese e dei mezzi di produzione e del sindacalismo nazionale.
Il nuovo manifesto politico fu scritto nel dicembre del 1931.
Il 13 febbraio 1934 unisce il proprio movimento con la Falange spagnola di José Antonio Primo de Rivera, figlio dell'ex dittatore Miguel Primo de Rivera, e García Valdecasas per la costante mancanza di fondi ma anche per la medesima visione del mondo. Ledesma sottovaluta l'influenza di Rivera, non facendo i conti con la sua forte personalità ed il folto gruppo di sostenitori del padre, che gli permetteranno di prevalere nel triumvirato di conduzione (Rivera, Ledesma e Ruiz de Alda) e di dare una forte prevalenza falangista al movimento, che si schierò definitivamente con le rivoluzioni nazionali europee, assumendo in particolare i tratti del fascismo italiano, pur con la differenza dando sempre più importanza alle radici cattoliche della nazione.
Lo scontro di personalità culmina il 14 gennaio 1935, con l'uscita di Ledesma dal movimento, che fonda un nuovo giornale La patria libre, dalle cui pagine attacca fortemente Rivera e la Falange, colpevole secondo lui di aver tradito gli ideali della rivoluzione sociale.
Scrive due libri sintesi del suo pensiero Discorso alla gioventù spagnola e Fascismo in Spagna? in cui si dimostra un acuto osservatore del fascismo europeo e anche un buon critico della propria attività politica.
Afferma infatti che il fascismo sia frutto della paura dei ceti medi di fronte alla società di massa e alla crisi del dopo guerra. Per uscire da tale crisi auspica una società in cui viga il monopartitismo elitario, l'azione diretta tramite la violenza organizzata, la separazione tra Stato e Chiesa, e in cui gli operai siano fautori della rivoluzione.
L'ultimo periodico che fonda è "Nuestra Revolución".

### La morte
Arrestato casualmente dai repubblicani nel luglio 1936 dopo l'Alzamiento nazionalista, non venne riconosciuto subito (dato il suo cambio estetico e il passaggio da un aspetto da tipico intellettuale a uno da combattente). Sottoposto a una lunga detenzione a Madrid (durante la quale gli fu di grande sconforto non aver nulla da leggere, tanto da conservare gelosamente qualsiasi pezzo di giornale gli capitasse tra le mani) durante la quale venne a sapere della morte di Onésimo Redondo Ortega e della prigionia di Rivera. Morì fucilato nel cimitero di Aravaca il 29 ottobre 1936, insieme allo scrittore Ramiro de Maeztu.
Si narra che, prelevato per essere fucilato, volle darsi una morte ai suoi occhi più onorevole gettandosi sul fucile della guardia che lo accompagnava.
Pur essendo stato uno dei fondatori della Falange Spagnola, la sua figura venne ridimensionata, falsata e mitizzata dalla propaganda franchista. 
Lo studio della figura di Ledesma e la ripresa del dibattito ideologico sulla storia della falange si sviluppò negli anni cinquanta ad opera del Círculos doctrinales José Antonio, cui presero parte molti giovani intenzionati a rilanciare il fascismo autentico delle origini a loro parere tradito da Francisco Franco.
(Ortega y Gasset, maestro di Ramiro Ledesma Ramos)

## Opere
- Ramiro Ledesma Ramos, Fascismo in Spagna?[1935], Settimo Sigillo, 2000.
- Ramiro Ledesma Ramos, Discorso alla gioventù spagnola [1935].
- (ES)  Ramiro Ledesma Ramos, El Sello de la muerte (Il sigillo della morte), Reus, Madrid, 1924.
- (ES)  Ramiro Ledesma Ramos, El Quijote y nuestro tiempo (Il Chisciotte e il nostro tempo), 1971.